# Patriotes bulgares
Patriotes bulgares (en bulgare Българските патриоти, romanisé en Bŭlgarskite patrioti, abrégé en BP) est une ancienne coalition politique bulgare fondée en 2021. Elle rassemblait les nationalistes du VMRO - Mouvement national bulgare, du Front national pour le salut de la Bulgarie et du mouvement Volya.

## Contexte
Unis en 2017 sous la bannière des Patriotes unis, le VMRO - Mouvement national bulgare (VMRO-BND) et le Front national pour le salut de la Bulgarie (NFSB) mettent fin à la coalition à la suite de conflits internes et se présentent séparés aux élections législatives d'avril 2021, le NFSB s'alliant à Volya pour former la Coalition patriotique. Le scrutin se révèle un échec cuisant, tous échouant à franchir le seuil électoral de 4 %, ce qui leur fait perdre toute représentation à l'Assemblée nationale.
Devant ce résultat, les trois formations s'accordent le 20 mai sur la constitution d'une nouvelle alliance en vue des élections législatives de juillet 2021, organisées de manière anticipée à la suite de l'échec de la formation d'un gouvernement.
Sur la proposition du président du VMRO, Krassimir Karakatchanov, aucun des dirigeants des trois formations ne se porte candidat au sein de la liste, afin de mettre de côté les luttes internes ayant mené à l'éclatement de Patriotes unis. Cependant la coalition ne recueille que 3,1 % des voix et n'obtient aucun siège. Elle n'est pas reconduite pour les nouvelles élections législatives anticipées qui ont lieu en novembre de la même année.

## Résultats
| Date    | Voix   | %   | Rang | Élus    | +/- |
| ------- | ------ | --- | ---- | ------- | --- |
| 07/2021 | 85 795 | 3,1 | 8e   | 0 / 240 | Nv  |